# Praia do Massaguaçu
A Praia do Massaguaçu localiza-se no município de Caraguatatuba. Possuindo quase em toda sua extensão a característica de praia de tombo, requer cuidado devido às correntes marinhas que passam muito perto da orla. Bastante limpa, é recomendada para pesca e surfe. Em seu canto norte, próximo a rodovia, está seu toque pitoresco: uma vila de pescadores onde ainda se fabricam canoas e artesanato.
Durante todo o ano são realizados torneio de pesca de arremesso ao longo da praia, tendo sido palco do 3.º Campeonato Brasileiro de Pesca Interclubes em 2024.
Seu canto sul se funde com a praia do Capricórnio, onde uma lagoa é a principal atração e no canto norte se funde com a Praia da Cocanha.

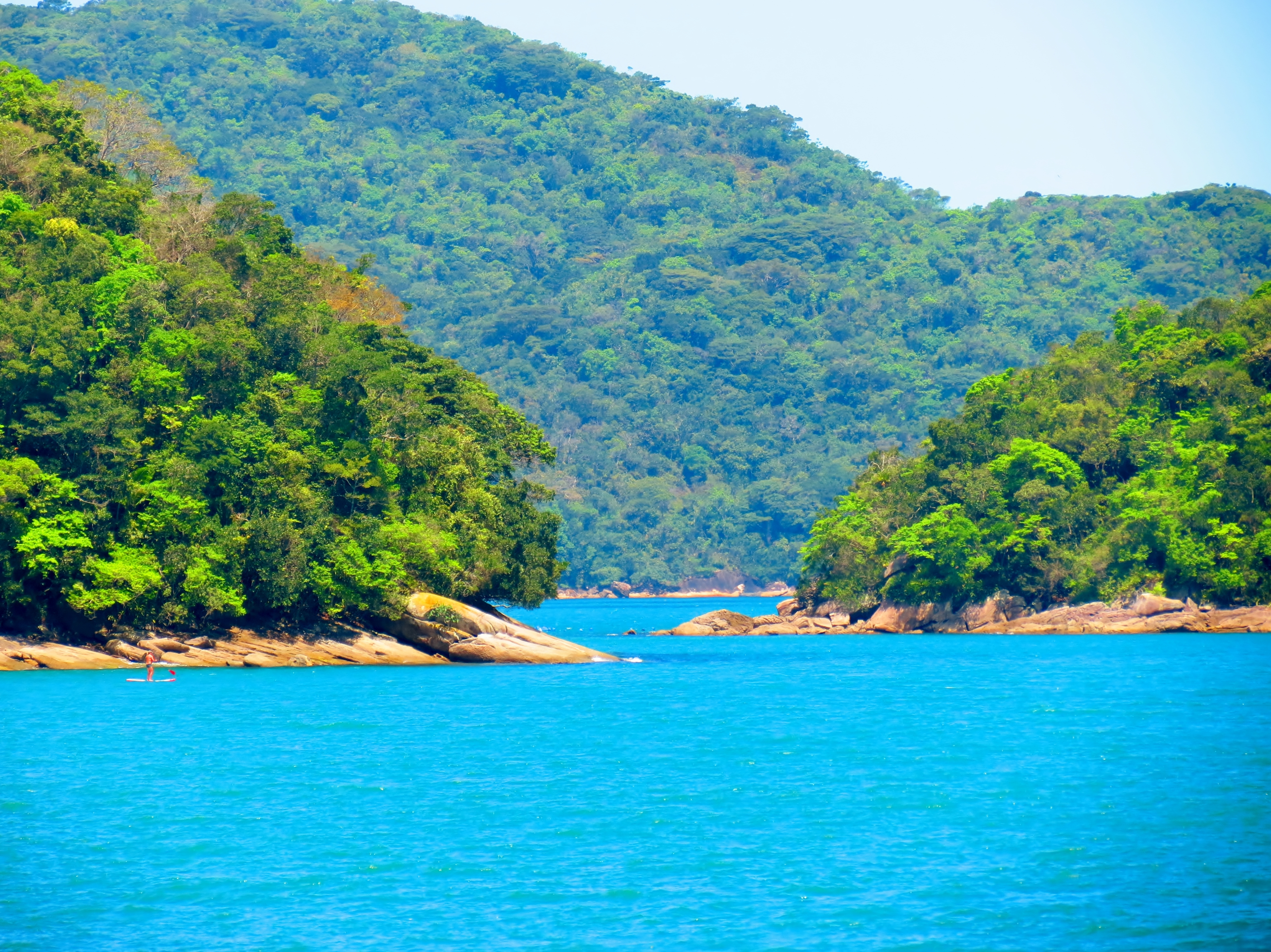
Praia do Massaguaçu

Ao longo de sua orla, uma completa visão de Ilhabela.